# Pour le meilleur et pour le rire
Cet article possède un paronyme, voir Pour le meilleur et pour le pire.
Pour les articles homonymes, voir Just Married.
Pour plus de détails, voir Fiche technique et Distribution.
Pour le meilleur et pour le rire, ou Just married, no sex ! ou Nouveaux mariés au Québec (titre original : Just Married), est un film américain réalisé par Shawn Levy, sorti en 2003.

## Synopsis
Entre Tom (Ashton Kutcher), un journaliste s'occupant de la rubrique info-trafic, et Sarah (Brittany Murphy), une écrivaine de bonne famille, c'est le grand amour jusqu'à ce qu'ils décident de se marier après seulement quelques mois de relation. Petit à petit, ils constatent que leur lune de miel parfaite à Venise devient en réalité un véritable cauchemar. Leur union, considérée par plusieurs de leurs proches comme vouée à l'échec à cause de leur jeune âge, survivra-t-elle à cette épreuve ?

## Fiche technique
- Titre : Pour le meilleur et pour le rire ou Just married, no sex !
- Titre québécois : Nouveaux mariés
- Titre original : Just Married
- Réalisation : Shawn Levy
- Scénario :  Sam Harper
- Photographie : Jonathan Brown
- Montage : Scott Hill et Don Zimmerman
- Décors : Nina Ruscio
- Costumes : Debra McGuire
- Musique : Christophe Beck, Michelle Branch et Matt Bronleewe
- Production : Josie Rosen, Lauren Shuler Donner, Ira Shuman, Robert Simonds et Tracey Trench
- Sociétés de production : Robert Simonds Productions et Twentieth Century Fox
- Distribution : Twentieth Century Fox
- Budget : 18 000 000 $
- Pays de production : États-Unis, Allemagne
- Langue : anglais
- Format : Couleurs - 1,85:1 - DTS / Dolby Digital - 35 mm
- Genres : Comédie, romance
- Durée : 95 minutes
- Dates de sortie :
  - Canada, États-Unis : 10 janvier 2003
  - Belgique : 2 avril 2003
  - France, Suisse romande : 9 juillet 2003

## Distribution
- Ashton Kutcher (VF : Adrien Antoine) : Tom Leezak
- Brittany Murphy (VF : Céline Mauge) : Sarah McNerney
- Christian Kane (VF : Boris Rehlinger) : Peter Prentiss
- David Moscow (VF : Thierry Wermuth) : Kyle
- Monet Mazur (VF : Laura Blanc) : Lauren
- David Rasche (VF : Gérard Rinaldi) : M. Dan McNerney
- Laurent Alexandre (VF : Lionel Tua) : Henri
- Thad Luckinbill : Willie McNerney
- David Agranov : Paul McNerney
- Taran Killam : Dickie McNerney
- Raymond J. Barry : M. Leezak
- Toshi Toda : Yuan
- George Gaynes : le père Robert
- Massimo Schina : Fredo
- Valeria Andrews : Wendy
- Alex Thomas : Fred
- Clement von Franckenstein (VF : Patrice Dozier) : Le loueur de voiture

Source : Voxofilm

## Autour du film
- Le tournage s'est déroulé de février à avril 2002 à Los Angeles, Salzbourg (Château de Hohenwerfen) et Venise, entre autres.
- Brittany Murphy et Christian Kane avaient déjà joué ensemble dans Hot Summer (2001).
- La production avait tout d'abord pensé confier la réalisation du film et la réécriture du scénario à Andrew Bergman.
- À noter, une petite apparition (non créditée) de Veronica Cartwright dans le rôle de Mme Pussy McNerney.

## Bande originale
- Mobile, interprété par Avril Lavigne
- What Is Love, interprété par Haddaway
- You Set Me Free, interprété par Michelle Branch
- Save Me, interprété par Remy Zero
- The Anthem, interprété par Good Charlotte
- Beautiful, interprété par Sarah Sadler
- Do Your Thing, interprété par Basement Jaxx
- The Chase, interprété par Kane

## Récompenses et distinctions
- Nomination au prix du meilleur acteur de comédie pour Ashton Kutcher, meilleure actrice de comédie pour Brittany Murphy et meilleur méchant pour Christian Kane, lors des Teen Choice Awards en 2003.
- Nomination au prix du meilleur acteur pour Ashton Kutcher, lors des Kids' Choice Awards en 2004.
- Nomination au prix du pire acteur pour Ashton Kutcher, pire second rôle féminin pour Brittany Murphy et pire couple à l'écran pour Ashton Kutcher, Brittany Murphy  et Tara Reid, lors des Razzie Awards 2003.